# Сумський медичний коледж
Комунальний заклад Сумської обласної ради "Сумський фаховий медичний коледж" — заклад освіти, який здійснює підготовку медичних фахівців за спеціальностями: Медсестринство, Техніології медичної діагностики та лікування, Стоматологія та за ОПП "Лікувальна справа", "Акушерська справа", "Сестринська справа", "Лабораторна діагностика", за денною та вечірньою формами навчання, та забезпечує післядипломну освіту понад 2,5 тисяч молодших медичних спеціалістів для закладів охорони здоров'я Сумської області.
Освітній процес забезпечують висококваліфіковані викладачі, серед яких більшіть викладачів вищої категорії, викладачами центру післядипломної освіти є провідні спеціалісти УОЗ Сумської ОДА, лікарі з вищою та І категоріями, медичні сестри — бакалаври медицини.
КЗ СОР "Сумський фаховий медичний коледж" як базовий заклад освіти координує роботу трьох ЗФПО Сумської області — Конотопського, Лебединського та Шосткінського в різних напрямках освітньої діяльності.

## Історія
Історія навчального закладу розпочинається з 1930 року. В архівних документах Народного комісаріату з'являється інформація, що з жовтня місяця розпочав свою діяльність медичний технікум в Сумській окрузі. Підготовка велася за двома спеціальностями: фельдшер і охматдит (медичний працівник з охорони материнства та дитинства). В 1932 році відкрито спеціальність «Санітарний фельдшер». В 1933 відбувся перший випуск Сумського медичного технікуму. Власного приміщення навчальний заклад не мав, тому заняття проводилися в різних місцях: будинку вчителя, технікумі цукрової промисловості, приміщенні колишнього вищого навчального училища.
В 1936 році технікум було перейменовано в фельдшерсько-акушерську школу (Сумська ФАШ). В 1939 школу переведено до міста Лебедина, де вона працювала до початку Великої Вітчизняної війни.
З документів довоєнного періоду залишився лише зошит видачі свідоцтв за 1940—1941 роки про закінчення фельдшерсько-акушерської школи.
В 1943 році ФАШ відновила свою діяльність. На посаду викладача хімії був прийнятий Коротенко Б. П., який з 1947 по 1970 рік обіймав посаду директора.
В 1954 на виконання наказу Міністра охорони здоров'я УРСР № 404 від 24.06.1954 р. ФАШ перейменовано на Сумське медичне училище. Наказом № 123—124 від 20.08.1959 р. відкрито заочне відділення зі спеціальності «Медична сестра». Наказом № 87 від 20.08.1964 р. в коледжі відкрито спеціальність «Фельдшер лаборант». Наказом № 89 від 05.07.1972 р. відкрито спеціальність «Медична сестра».
В 1974 році закінчується будівництво навчального корпусу та студентського гуртожитку по вул. Парковій і медичне училище отримує постійне приміщення. В 1976 рік
Сумське медичне училище затверджено базовим для координації роботи медичних училищ області в Глухові, Конотопі, Лебедині, Шостці (з 1990 р).
Наказом № 137 від 21.08.1976 р. відкрито спеціальність «Зубний технік». В 1977
на посаду викладача санітарно-гігієнічних дисциплін було прийнятий Кононов О. В., який з 1984 року обіймає посаду директора.
Розпорядженням Представника Президента України № 147 від 11.05.1994 року організовано на базі училища «Ліцей медико-профілактичного профілю» з наданням йому статусу відділення училища. В 1996 ліцей пройшовши акредитацію коледж набув статусу вищого навчального закладу І рівня акредитації. У 2000 рік розпочата підготовка медичних сестер — бакалаврів медицини.
Рішенням Сумської обласної ради від 18.09.2001 р. Сумське медичне училище було реорганізовано в Сумський медичний коледж. У 2003 році відповідно до рішення державної акредитаційної комісії Сумський медичний коледж визнано акредитованим за II рівнем. Згідно з Наказом Управління охорони здоров'я Сумської облдержадміністрації № 956 від 24.10.2008 р. організовано центр післядипломної освіти молодших медичних спеціалістів як структурний підрозділ коледжу.

## Співпраця з лікувальними та навчальними закладами
Сумський медичний коледж тісно співпрацює з іншими навчальними закладами системи Охорони здоров'я області — Лебединським, Конотопським та Шосткінським медичними коледжами. Студенти коледжу мають змогу проходити практику у спеціалізованих відділеннях Сумської обласної клінічної лікарні, Сумської обласної дитячої клінічної лікарні, обласних диспансерах, центрах репродуктології. багато головних лікарів обласних закладів області є членами екзаменаційної комісії на випускних екзаменах, тому найкращі випускники можуть себе проявити перед керівництвом лікарень до отримання офіційних документів про завершення навчання. Тісною є співпраця з  медичним інститутом Сумського державного університету, чимало викладачів є випускниками цього закладу.

## Випускники
- Татарчук Юрій Володимирович (1974—2016) — молодший сержант Збройних сил України, учасник російсько-української війни.